# Església de Sant Miquel de Darmós
Sant Miquel és un temple al nucli de Darmós al terme municipal de Tivissa (Ribera d'Ebre) inclòs a l'Inventari del Patrimoni Arquitectònic de Catalunya.

## Arquitectura
Església d'una sola nau amb planta de creu llatina i absis no marcat en planta. La coberta de la nau i dels braços del transsepte s'efectua mitjançant voltes de canó amb arcs torals i llunetes, mentre que l'espai del creuer queda cobert amb una cúpula de mitja taronja de vuit nervis. El presbiteri, lleugerament elevat respecte al nivell de la nau, està cobert amb una volta de creueria. Les capelles laterals s'obren a la nau amb arcs formers de mig punt. La il·luminació del temple és escassa, amb petites finestres sota les llunetes i una rosassa als peus del temple, on hi ha un cor molt senzill. S'hi accedeix per un portal d'arc escarser amb una orla a la clau on hi ha gravat l'any "1867". La resta del frontis és llis, amb la rosassa descentrada de l'eix del portal. Queda rematada per un senzill capcer semicircular. De l'extrem superior de la façana en sobresurt un campanar quadrangular, obert amb arcs de mig punt als darrers nivells i un rellotge de cara a la plaça. L'acabat exterior és arrebossat amb morter de calç, excepte el campanar i el capcer, que es van afegir amb posterioritat i són ceràmics.

## Història
L'església parroquial de Sant Miquel fou fundada com a vicaria perpètua pel bisbe de Tortosa el 1786, i per al seu manteniment, el Rector de Tivissa contribuïa amb 200 lliures. El vicari havia de respectar els privilegis i honors corresponents al seu superior de Tivissa. Fou destruïda pels francesos el 1810, rehabilitada el 1814 i reconstruïda entre 1862 i 1867. El 1977 es col·locà a la façana un mural fet de rajoleta valenciana amb una vista de la població protegida per Sant Miquel.